# Bonnie Piesse
Bonnie Piesse   (Melbourne, 10 d'agost de 1983) és una actriu, cantant i compositora australiana. El paper que li va donar l'èxit va ser interpretar a un trapezista a la sèrie de televisió infantil australiana High Flyers als 15 anys, i poc després va ser contractada per George Lucas per interpretar el paper d'un jove Beru Lars a Star Wars episodi II: L'atac dels clons i Star Wars episodi III: La venjança dels Sith. També va tenir papers recurrents a Blue Heelers, Horace and Tina, Stingers i L'últim home.

## Biografia
Piesse va assistir a l'escola Rudolf Steiner a Austràlia on va desenvolupar l'amor per les arts escèniques i va perfeccionar les seves habilitats com a cantant i compositora. Entre el 2000 i el 2002, Bonnie va guanyar el "Ranges Songsmith Award" i el "Apollo Bay Young Performers Competition" per les cançons que havia escrit i va ser un dels pocs estudiants d'arts escèniques de Victorian Certificate of Education d'arreu de Victòria que van ser seleccionats per actuar al Hamer Hall en el marc de la 'Season of Excellence' del 2002.

## Carrera

### Actriu
Piesse va interpretar a Donna a High Flyers quan tenia 15 anys. Va aprendre el trapezi per al paper i va deixar l'escola durant sis mesosper al rodatge. Després va interpretar a Alicia a Horace and Tina, va tenir un paper recurrent a Stingers i va protagonitzar Blue Heelers i Last Man Standing. Posteriorment va aparèixer a Star Wars: Episodi II - L'atac dels clons i Episodi III - La venjança dels Sith com a Beru Lars (la tia de Luke Skywalker).
El 2005, Piesse va interpretar a Sharona a Attack of the Sabretooth, que va ser dirigida per George T. Miller i rodada a Fiji.
El gener de 2011, Piesse va completar el rodatge de les seves escenes per a la comèdia romàntica Love Eterne. On interpretava Sidonia, una psíquica, mentora i confident de la protagonista femenina, Medina, interpretada per Melissa Navia. La seva cançó, "There for Me" hi apareix. Love Eterne ha guanyat premis als Los Angeles Movie Awards, Best Shorts Competition i The Accolade Competition. Va ser una selecció oficial al New York International Independent Film & Video Festival de 2011 i al NewFilmmakers New York Annual Christmas Show.

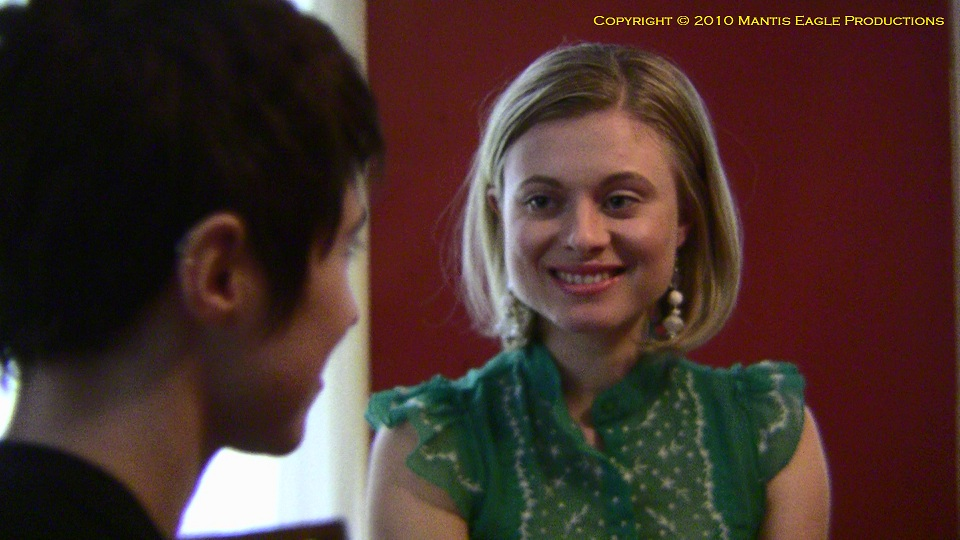
Piesse com Sidonia amb Melissa Navia en una escena de Love Eterne

El desembre de 2017, els Actors Awards van nominar Piesse a la millor actriu secundària pel seu paper a Love Eterne Mourning, un curtmetratge fet a partir d'un parell de les seves escenes de Love Eterne.
El 29 de març de 2021, es va anunciar que Piesse tornaria al seu paper de Beru Lars a la sèrie de Disney+ Obi-Wan Kenobi.

### Cantant i compositora
Piesse va conèixer la productora musical guanyadora d'un Grammy Val Garay quan va arribar per primera vegada a Los Angeles. La va presentar a diversos compositors com Jack Tempchin, Eric Kaz, Bonnie Hayes i J.D. Souther, amb qui va coescriure algunes de les cançons del seu àlbum debut The Deep End. L'àlbum es va gravar a Los Angeles i es va publicar el gener de 2011 a Big Deal Records. La cançó de Piesse "All I Have" va ser presentada en dos episodis de la sèrie de televisió de CW Life Unexpected el 2010. Va gravar "Bittersweet EP" amb el productor Emile Kelman i la seva cançó "Ariella" va guanyar la categoria Singer Songwriter del UK Songwriting Contest el 2013, juntament amb Lisa Nelson per la seva cançó "Butterfly". Una altra de les seves cançons, "There for Me", apareix a la comèdia romàntica Love Eterne. També va gravar una versió de Dream State (Brighter Night) de Son Lux per als crèdits inicials de The Vow.

## Vida privada
Piesse està casada amb el cineasta sud-africà Mark Vicente. Piesse i el seu marit eren membres de l'autodenominada empresa de màrqueting multinivell nord-americana i culte NXIVM. La parella va abandonar l'organització el 2017 i es van convertir en grans detractors de NXIVM. La seva sortida del culte està documentada a The Vow, una sèrie documental d'HBO dirigida per Jehane Noujaim i Karim Amer.